# Schießplatz Dünnwald

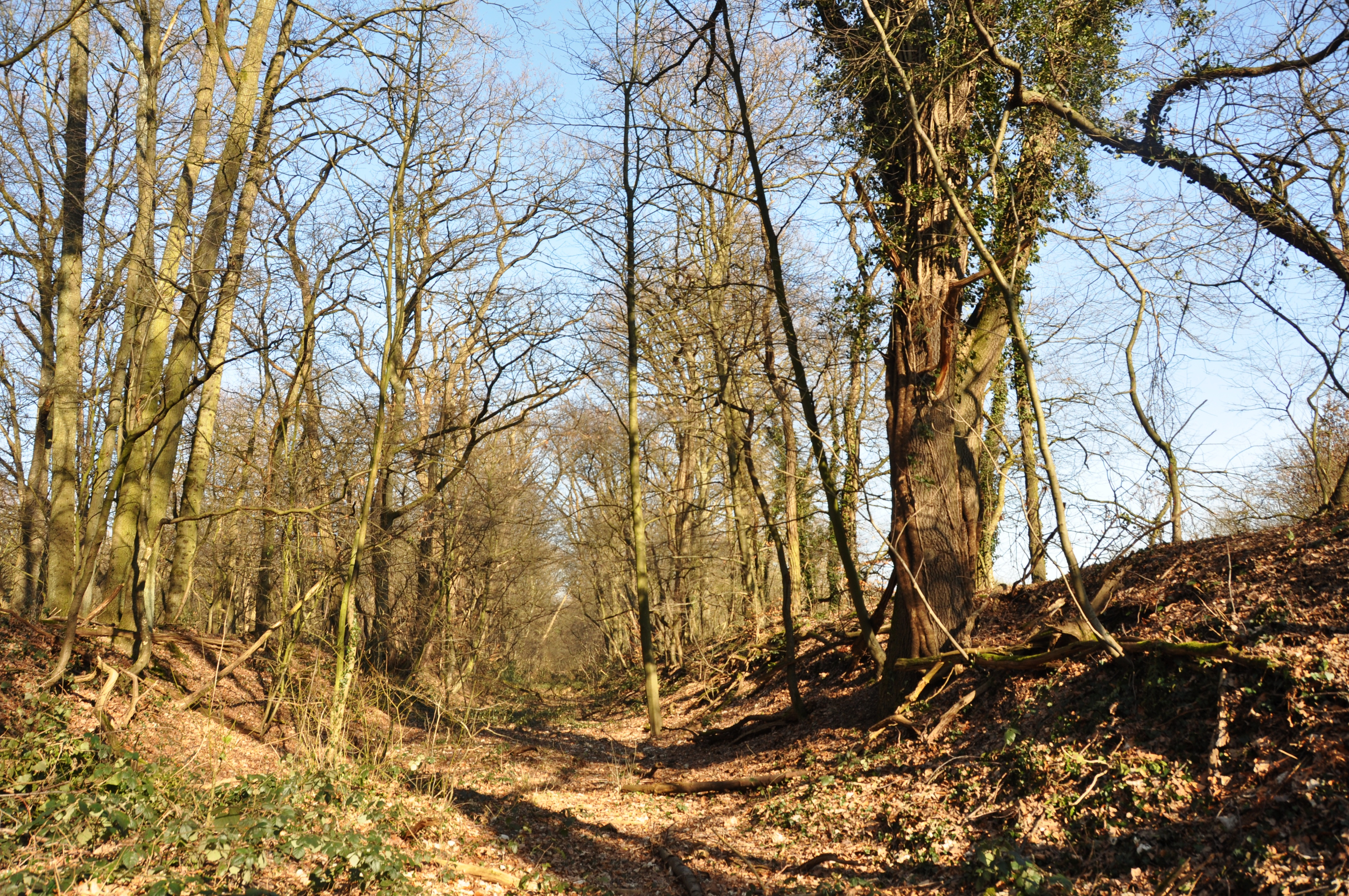
Schießbahn mit überwachsenen Erdwällen links und rechts (2018)

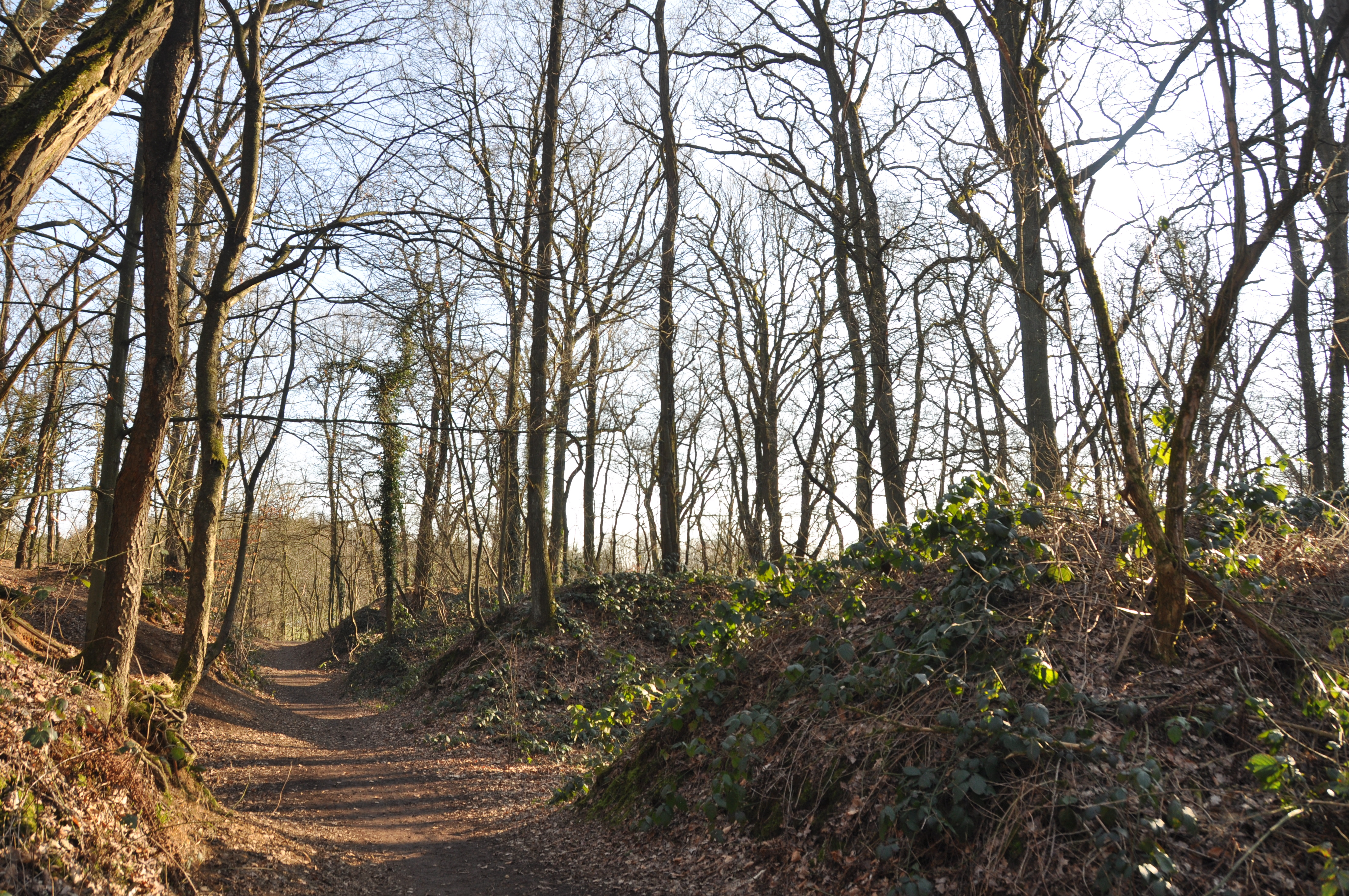
Ein Spazierweg quert heute die ehemaligen Schießbahnen (2018)

Der Schießplatz Dünnwald befand sich am Kalkweg in Köln-Dünnwald. Während der Zeit des Nationalsozialismus wurde er auch als Hinrichtungsstätte genutzt.

## Geschichte
1887 wurde der Schießplatz von der Preußischen Armee in einem Areal südöstlich des Kölner Stadtteils Dünnwald angelegt. Das Gebiet war damals als Kützeler Heide bekannt und gehört heute zum Landschaftsschutzgebiet Dellbrücker Wald; leicht nördlich davon befinden sich der Dünnwalder Wildpark sowie das Waldbad Dünnwald. Der Schießplatz bestand aus bis zu sechs Schießbahnen mit 400 bis 600 Metern Länge, die mit Erdwällen voneinander abgetrennt waren. An der Seite in Richtung Waldbad befand sich eine Ziegelmauer mit Kugelfängen. Nach der Niederlage des Deutschen Reichs im Ersten Weltkrieg wurde die Anlage im Zuge der Entmilitarisierung durch die Alliierten stillgelegt.
1936 wurde der Schießplatz infolge der Aufrüstung der Wehrmacht wieder in Betrieb genommen und bis 1945 als militärischer Übungsplatz genutzt. Zwischen dem 15. Oktober 1940 und dem 23. Oktober 1943 diente der Schießplatz auch als Hinrichtungsstätte: 23 Männer, sogenannte „Wehrkraftzersetzer“ oder „Fahnenflüchtige“, wurden hier erschossen, nachdem sie von Militärgerichten zum Tode verurteilt worden waren. Die meisten dieser Männer wurden auf dem Westfriedhof beerdigt, auf einem Gräberfeld, von dem man nach dem Krieg zunächst angenommen hatte, dass dort hauptsächlich Bombenopfer oder bei einem Kriegseinsatz ums Leben gekommene Opfer bestattet worden seien. Anschließend wurden weitere Todesurteile gegen Wehrmachtsangehörige im Klingelpütz mit dem Fallbeil vollstreckt, wo insgesamt etwa 70 Deserteure enthauptet wurden. Dabei handelte es sich fast ausschließlich um Soldaten der niederen Dienstgrade.
Nach der Einnahme des linksrheinischen Köln und damit auch des Klingelpütz durch US-amerikanische Truppen am 6. März 1945 fanden noch zwei Hinrichtungen von Soldaten im Rechtsrheinischen statt, jedoch nicht auf dem Schießstand, sondern entweder, nach Angaben des damals anwesenden Pfarrers, in einer unweit gelegenen Kiesgrube zwischen den Straßen Auf dem Flachsacker und Thuleweg im Stadtteil Höhenhaus, oder, nach Meinung nicht näher genannter älterer Ortskundiger, an der Verlängerung der Straße Auf dem Flachsacker jenseits des Höhenfelder Mauspfades.
Der letzte Hingerichtete war der 23-jährige Kölner Jakob Brock am 7. April 1945, der als Soldat unter anderem an der Ostfront gewesen war. Er hatte einen Antrag auf Verlängerung seines achttägigen Heimaturlaubs gestellt, da er geheiratet hatte. Nach späteren Aussagen seiner Familie hatte er die Genehmigung für den Urlaub telefonisch erhalten. Durch die Wirren der letzten Kriegstage war diese aber nicht bei seinem Kommandeur angekommen oder verloren gegangen, weshalb er als „fahnenflüchtig“ galt. Ein Standgericht im Gebäude der Volksschule an der Honschaftsstraße in Köln-Höhenhaus sprach das Todesurteil gegen ihn aus. Der Exekution wohnte ein katholischer Geistlicher bei. Brock hinterließ seine Frau und eine im November darauf geborene Tochter.
Nach dem Krieg wurde der Schießplatz bis in die 1970er Jahre von den belgischen Streitkräften, der Bundeswehr und der Polizei genutzt. Die Ziegelmauer, die Umzäunung und das Pförtnerhaus wurden abgerissen. Die Erdwälle und die Schießbahnen sind inzwischen überwachsen, aber noch erkennbar. Das Areal gehört zum LSG Dellbrücker Wald und ist durch Spazierwege erschlossen.

## Recherchen und Erinnerung

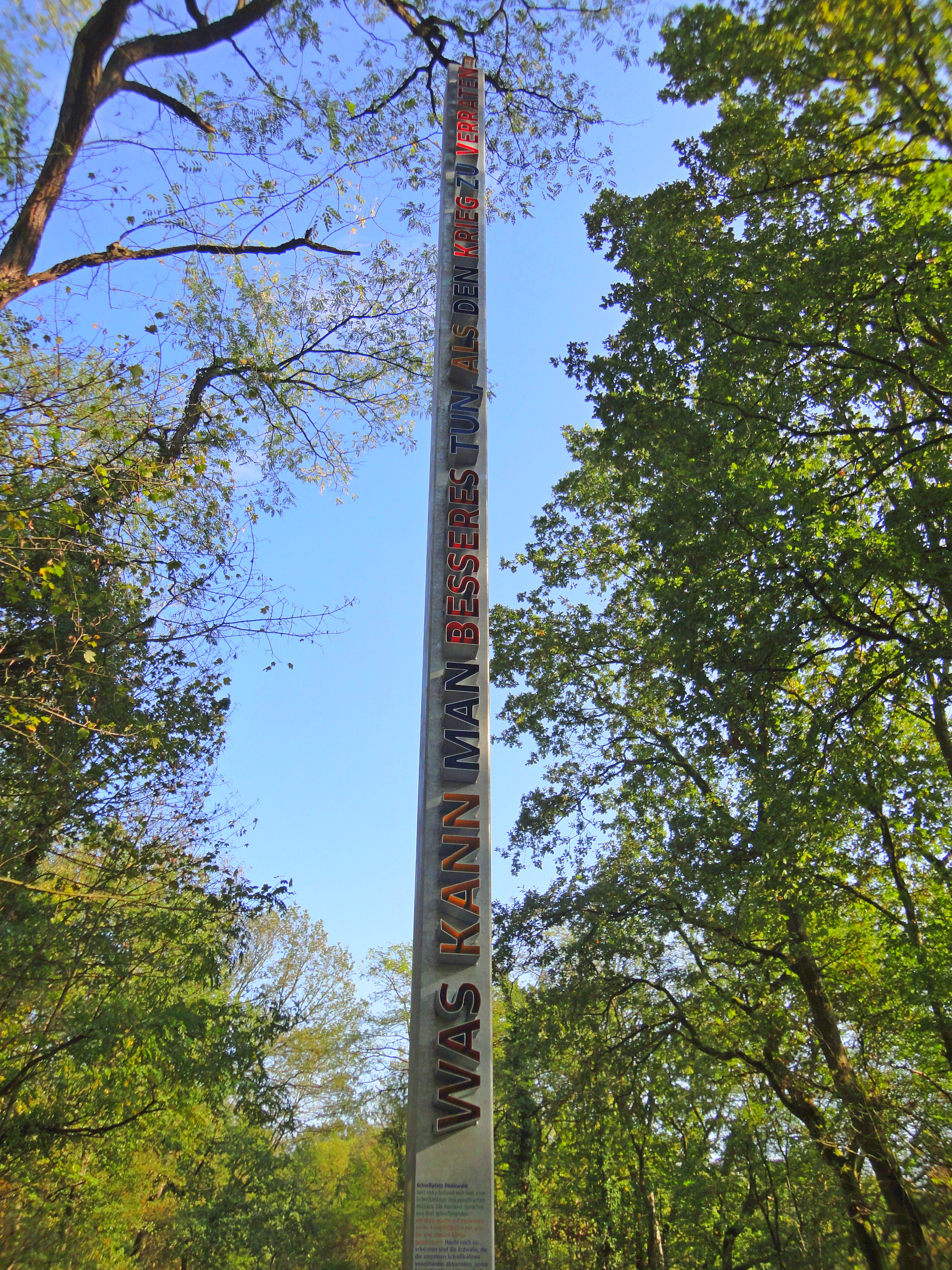
Stele am ehemaligen Schießplatz Dünnwald zur Erinnerung an die Opfer der NS-Militärjustiz (2019)

2007 wurde der Schießstand Dünnwald als möglicher Standort für ein zentrales Denkmal für die Opfer der Militärjustiz in Köln in Betracht gezogen, aber wegen der Lage weit außerhalb davon abgesehen. Das Deserteurdenkmal wurde am 1. September 2009 in der Kölner Innenstadt am Appellhofplatz enthüllt.
Eine Projektgruppe des NS-Dokumentationszentrums der Stadt Köln begann mit der Unterstützung von Ehrenamtlichen, Zahl und Namen der hingerichteten Männer zu erforschen, unter anderem im Freiburger Militärarchiv. 2014 legte die Historikerin Karola Fings einen ersten Bericht über die erreichten Resultate vor.
In Köln-Höhenhaus wurde am 1. September 2007 ein Weg nach Jakob Brock benannt.
Gleichzeitig mit der Entscheidung für das zentrale Denkmal in der Innenstadt wurde angeregt, dass „die Geschichte des Ortes [...] auf jeden Fall mittels einer erläuternden Tafel o.ä. sichtbar gemacht“ werden solle. Am 5. November 2018 beschloss die Bezirksvertretung Mülheim die Aufstellung einer Tafel am ehemaligen Schießplatz gemäß einer vom NS-Dokumentationszentrum ausgearbeiteten und mit Bürgerinnen und Bürgern aus Dünnwald abgestimmten Konzeption. Realisiert wurde ein Entwurf von Ruedi und Vera Baur (Paris), der sich visuell an das Denkmal für die Opfer der NS-Militärjustiz am Appellhofplatz anlehnt. Am 29. September 2019 wurde das Denkmal von Norbert Fuchs, der Bezirksbürgermeister der Bezirksvertretung Mülheim, in Anwesenheit des Künstlerpaares eingeweiht. Auf der Feier sprachen Werner Jung, Direktor des NS-Dokumentationszentrums Köln, und Karola Fings, die das Schicksal der in Dünnwald erschossenen Deserteure erforscht hat. Großen Anteil an der Konzeption hatte auch eine Bürgerinitiative aus Dünnwald um Wolfgang Corzilius. Diese und der Dünnwalder Bürgerverein sammelten Spenden. Die Inschrift ist ein Zitat des ehemaligen Wehrmachtsdeserteurs Ludwig Baumann: „Was kann man Besseres tun als den Krieg verraten.“